# Tale e quale show - Il torneo (nona edizione)
La nona edizione di Tale e quale show - Il torneo (spin-off di Tale e Quale Show) è andata in onda dal 30 ottobre al 20 novembre 2020 su Rai 1 per quattro puntate in prima serata con la conduzione di Carlo Conti.
Nella seconda puntata, in quanto le sue condizioni di salute gli hanno impedito di condurre anche in remoto, Conti è stato temporaneamente sostituito dai giudici fissi dello show Giorgio Panariello, Loretta Goggi e Vincenzo Salemme; a sostituire il conduttore nell'accompagnare i concorrenti all'ascensore è invece Gabriele Cirilli nelle ultime tre puntate.
L'edizione è stata vinta da Lidia Schillaci, davanti ad Agostino Penna e Virginio.

## Il programma
Questo spin-off prevede una gara fra dieci vip. A sfidarsi sono i primi tre classificati delle Categorie Uomini e Donne della decima edizione del programma e i primi due classificati delle Categorie Uomini e Donne della nona edizione del programma, impegnati nell'imitazione di personaggi celebri del mondo della canzone, attraverso la reinterpretazione dei brani di questi ultimi dal vivo. Al termine della serata vengono sottoposti al giudizio di una giuria. Ogni giurato dichiara i suoi voti per ciascun concorrente, assegnando da sei a quindici punti. Inoltre, ciascun concorrente in gara deve dare cinque punti ad uno dei concorrenti o a sé stesso, che si sommano a quelli assegnati dalla giuria, determinando così la classifica della puntata. Ogni settimana si riparte poi dai punti accumulati dai concorrenti nelle puntate precedenti, arrivando al vincitore assoluto del programma decretato nell'ultima puntata.

## Cast

### Concorrenti

#### Uomini
| Concorrente     | Edizione di provenienza | Posizione |
| --------------- | ----------------------- | --------- |
| Agostino Penna  | 9ª edizione             | 1º posto  |
| Francesco Monte | 9ª edizione             | 2º posto  |
| Pago            | 10ª edizione            | 1º posto  |
| Virginio        | 10ª edizione            | 2º posto  |
| Sergio Múñiz    | 10ª edizione            | 6º posto  |

#### Donne
| Concorrente       | Edizione di provenienza | Posizione |
| ----------------- | ----------------------- | --------- |
| Lidia Schillaci   | 9ª edizione             | 3º posto  |
| Jessica Morlacchi | 9ª edizione             | 4º posto  |
| Barbara Cola      | 10ª edizione            | 3º posto  |
| Carolina Rey      | 10ª edizione            | 4º posto  |
| Giulia Sol        | 10ª edizione            | 5º posto  |

#### Fuori gara
- Gabriele Cirilli[4]

### Giudici
La giuria è composta da:
- Loretta Goggi
- Giorgio Panariello
- Vincenzo Salemme

#### Quarto giudice
Anche in questo torneo la giuria viene affiancata dalla presenza di un quarto giudice a rotazione, che partecipa al voto delle esibizioni e stila una propria classifica. Nella tabella sottostante sono riportati i personaggi che hanno ricoperto di volta in volta il suddetto ruolo.
| Puntata | Messa in onda    | Quarto giudice    |
| ------- | ---------------- | ----------------- |
| 1       | 30 ottobre 2020  | Carlo Verdone     |
| 2       | 6 novembre 2020  | Enrico Brignano   |
| 3       | 13 novembre 2020 | Elena Sofia Ricci |
| 4       | 20 novembre 2020 | Alessandro Siani  |

### Coach
Coach dei concorrenti sono:
- Maria Grazia Fontana: vocal coach
- Pinuccio Pirazzoli: maestro d'orchestra
- Emanuela Aureli: imitatrice
- Fabrizio Mainini: coreografo
- Daniela Loi: vocal coach
- Matteo Becucci: vocal coach

## Puntate

### Prima puntata
La prima puntata è andata in onda il 30 ottobre 2020 ed è stata vinta da Pago, che ha interpretato Ricky Martin in La bomba.
| Ordine | Canzone e cantante imitato                        | Concorrente       | Punteggio | Panariello | Goggi | Salemme | Verdone | Concorrenti |
| ------ | ------------------------------------------------- | ----------------- | --------- | ---------- | ----- | ------- | ------- | ----------- |
| 10     | La bomba - Ricky Martin                           | Pago              | 67        | 14         | 13    | 11      | 14      | 15          |
| 2      | Think - Aretha Franklin                           | Barbara Cola      | 60        | 15         | 15    | 15      | 15      | -           |
| 3      | L'ultima poesia - Marcella Bella                  | Jessica Morlacchi | 57        | 12         | 14    | 14      | 12      | 5           |
| 9      | Se io, se lei - Biagio Antonacci                  | Agostino Penna    | 53        | 13         | 12    | 10      | 13      | 5           |
| 1      | Laura non c'è - Nek                               | Virginio          | 45        | 9          | 11    | 12      | 8       | 5           |
| 8      | My Heart Will Go On - Céline Dion                 | Giulia Sol        | 42        | 11         | 8     | 13      | 10      | -           |
| 7      | Bella - Jovanotti                                 | Sergio Múñiz      | 41        | 10         | 9     | 6       | 11      | 5           |
| 6      | Diamonds Are a Girl's Best Friend - Nicole Kidman | Carolina Rey      | 36        | 7          | 7     | 8       | 9       | 5           |
| 4      | Watermelon Sugar - Harry Styles                   | Francesco Monte   | 36        | 6          | 10    | 9       | 6       | 5           |
| 5      | L'appuntamento - Ornella Vanoni                   | Lidia Schillaci   | 33        | 8          | 6     | 7       | 7       | 5           |

- Quarto giudice: Carlo Verdone
- Esibizione di Gabriele Cirilli: I Was Made for Lovin' You - Kiss
- Nota: Carlo Conti ha condotto questa puntata in diretta da remoto a causa dell'esito positivo al test rapido per il virus COVID-19. L'apertura di puntata è stata condotta dal giudice Giorgio Panariello e subito dopo è iniziata la conduzione di Conti tramite collegamento video.

### Seconda puntata
La seconda puntata è andata in onda il 6 novembre 2020 ed è stata vinta da Barbara Cola, che ha interpretato Anastacia in I'm Outta Love.
| Ordine | Canzone e cantante imitato        | Concorrente       | Punteggio | Panariello | Goggi | Salemme | Brignano | Concorrenti |
| ------ | --------------------------------- | ----------------- | --------- | ---------- | ----- | ------- | -------- | ----------- |
| 8      | I'm Outta Love - Anastacia        | Barbara Cola      | 65        | 15         | 15    | 15      | 15       | 5           |
| 7      | Respiro - Franco Simone           | Virginio          | 59        | 10         | 12    | 14      | 8        | 15          |
| 1      | Ti sento - Antonella Ruggiero     | Lidia Schillaci   | 56        | 12         | 14    | 12      | 13       | 5           |
| 6      | Firework - Katy Perry             | Jessica Morlacchi | 54        | 14         | 10    | 11      | 14       | 5           |
| 4      | Space Oddity - David Bowie        | Sergio Múñiz      | 50        | 13         | 13    | 13      | 11       | -           |
| 9      | Amico - Renato Zero               | Agostino Penna    | 49        | 11         | 9     | 9       | 10       | 10          |
| 5      | Essere una donna - Anna Tatangelo | Giulia Sol        | 42        | 9          | 11    | 10      | 12       | -           |
| 2      | It's Raining Men - Geri Halliwell | Carolina Rey      | 33        | 6          | 8     | 7       | 7        | 5           |
| 10     | Mi vendo - Renato Zero            | Pago              | 32        | 8          | 7     | 8       | 9        | -           |
| 3      | Infinito - Raf                    | Francesco Monte   | 30        | 7          | 6     | 6       | 6        | 5           |

- Quarto giudice: Enrico Brignano
- Ospiti: Carlo Conti[7], Renato Zero (che canta L'amore sublime)
- Nota: in questa puntata, in quanto Carlo Conti è impossibilitato a condurre anche in remoto, lo show viene temporaneamente condotto dai giudici fissi dello show Giorgio Panariello, Loretta Goggi e Vincenzo Salemme, e alla fine della puntata, i tre giudici annunciano in diretta nazionale la scomparsa del musicista Stefano D'Orazio, batterista dei Pooh.[8]

### Terza puntata
La terza puntata è andata in onda il 13 novembre 2020 ed è stata vinta da Lidia Schillaci, che ha interpretato Beyoncé in Listen.
| Ordine | Canzone e cantante imitato                           | Concorrente       | Punteggio | Panariello | Goggi | Salemme | Ricci | Concorrenti |
| ------ | ---------------------------------------------------- | ----------------- | --------- | ---------- | ----- | ------- | ----- | ----------- |
| 6      | Listen - Beyoncé                                     | Lidia Schillaci   | 70        | 15         | 15    | 15      | 15    | 10          |
| 10     | Perfect - Ed Sheeran                                 | Virginio          | 59        | 13         | 14    | 14      | 13    | 5           |
| 4      | Aganist All Odds e In the Air Tonight - Phil Collins | Agostino Penna    | 55        | 12         | 12    | 12      | 14    | 5           |
| 5      | Se bruciasse la città - Massimo Ranieri              | Pago              | 52        | 14         | 13    | 13      | 12    | -           |
| 3      | Il regalo più grande - Tiziano Ferro                 | Francesco Monte   | 47        | 11         | 11    | 9       | 11    | 5           |
| 9      | Se mi lasci non vale - Julio Iglesias                | Sergio Múñiz      | 47        | 10         | 10    | 8       | 9     | 10          |
| 2      | Cabaret - Liza Minnelli                              | Giulia Sol        | 43        | 9          | 8     | 6       | 10    | 10          |
| 8      | Don't Stop the Music - Rihanna                       | Jessica Morlacchi | 38        | 7          | 9     | 11      | 6     | 5           |
| 7      | Amami - Emma                                         | Barbara Cola      | 30        | 6          | 7     | 10      | 7     | -           |
| 1      | Incancellabile - Laura Pausini                       | Carolina Rey      | 29        | 8          | 6     | 7       | 8     | -           |

- Quarto giudice: Elena Sofia Ricci
- Ospite: Lorella Cuccarini
- Esibizione di Gabriele Cirilli: La notte vola - Lorella Cuccarini
- Nota: in seguito al miglioramento delle sue condizioni sanitarie, Carlo Conti torna a condurre il programma da remoto come nella prima puntata,[9] mentre Gabriele Cirilli continua ad accompagnare i concorrenti all'ascensore nel filmato precedente a ciascuna esibizione.

### Quarta puntata
La quarta puntata è andata in onda il 20 novembre 2020 ed è stata vinta ex aequo da Lidia Schillaci, che ha interpretato Mina in Io e te da soli, e da Jessica Morlacchi, che ha interpretato Lara Fabian in Adagio. Questa puntata ha inoltre decretato Lidia Schillaci vincitrice del torneo.
| Ordine | Canzone e cantante imitato            | Concorrente       | Punteggio | Panariello | Goggi | Salemme | Siani | Clerici | Concorrenti |
| ------ | ------------------------------------- | ----------------- | --------- | ---------- | ----- | ------- | ----- | ------- | ----------- |
| 2      | Io e te da soli - Mina                | Lidia Schillaci   | 70        | 12         | 14    | 15      | 14    | 5       | 10          |
| 7      | Adagio - Lara Fabian                  | Jessica Morlacchi | 70        | 15         | 15    | 14      | 13    | 3       | 10          |
| 6      | Piccola e fragile - Drupi             | Agostino Penna    | 62        | 14         | 13    | 13      | 15    | 2       | 5           |
| 9      | I tuoi particolari - Ultimo           | Francesco Monte   | 52        | 13         | 12    | 11      | 11    | -       | 5           |
| 4      | Una lunga storia d'amore - Gino Paoli | Virginio          | 49        | 9          | 10    | 10      | 10    | -       | 10          |
| 10     | Dimmi come... - Alexia                | Giulia Sol        | 48        | 11         | 11    | 12      | 9     | -       | 5           |
| 8      | La mia libertà - Franco Califano      | Pago              | 37        | 8          | 8     | 9       | 12    | -       | -           |
| 5      | Un'emozione da poco - Anna Oxa        | Barbara Cola      | 34        | 10         | 9     | 7       | 8     | -       | -           |
| 3      | Ma che freddo fa - Nada               | Carolina Rey      | 31        | 7          | 6     | 6       | 7     | -       | 5           |
| 1      | Good Times - Ghali                    | Sergio Múñiz      | 27        | 6          | 7     | 8       | 6     | -       | -           |

- Quarto giudice: Alessandro Siani
- Ospite: Antonella Clerici[10]
- Nota: in seguito alla sua guarigione dal COVID-19, Carlo Conti è tornato a condurre il programma dallo studio,[11] mentre Gabriele Cirilli continua ad accompagnare i concorrenti all'ascensore nel filmato precedente a ciascuna esibizione.

## Cinque punti dei concorrenti
| Puntata | Cola     | Monte     | Morlacchi | Múñiz     | Pago  | Penna     | Rey      | Schillaci | Sol       | Virginio |
| ------- | -------- | --------- | --------- | --------- | ----- | --------- | -------- | --------- | --------- | -------- |
| 1       | Pago     | Morlacchi | Monte     | Virginio  | Rey   | Schillaci | Pago     | Penna     | Pago      | Múñiz    |
| 2       | Virginio | Schillaci | Penna     | Penna     | Cola  | Morlacchi | Virginio | Monte     | Virginio  | Rey      |
| 3       | Múñiz    | Morlacchi | Monte     | Schillaci | Múñiz | Schillaci | Sol      | Penna     | Virginio  | Sol      |
| 4       | Virginio | Schillaci | Penna     | Schillaci | Sol   | Morlacchi | Virginio | Monte     | Morlacchi | Rey      |

## Classifica generale
Come nella precedente edizione del torneo, anche in questa edizione la classifica finale è stata determinata dai punti guadagnati da ciascun concorrente nelle esibizioni di tutte le puntate, a cui si aggiungono altri 10 punti bonus assegnati nell'ultima puntata da ogni giudice e dai coach a un concorrente a loro scelta, rispettivamente:
- Vincenzo Salemme: Virginio
- Loretta Goggi: Lidia Schillaci
- Giorgio Panariello: Agostino Penna
- Coach: Barbara Cola e Virginio[12]

| Posizione | Concorrente       | Punti |
| --------- | ----------------- | ----- |
| 1         | Lidia Schillaci   | 239   |
| 2         | Agostino Penna    | 229   |
| 3         | Virginio          | 227   |
| 4         | Jessica Morlacchi | 219   |
| 5         | Barbara Cola      | 194   |
| 6         | Pago              | 188   |
| 7         | Giulia Sol        | 175   |
| 8         | Sergio Múñiz      | 165   |
| 8         | Francesco Monte   | 165   |
| 10        | Carolina Rey      | 129   |

- Lidia Schillaci vince la nona edizione di Tale e Quale Show - Il torneo.
- Agostino Penna è il secondo classificato.
- Virginio è il terzo classificato.

## Le esibizioni di Gabriele Cirilli
Gabriele Cirilli, partecipante alle prime due edizioni del programma, al torneo dei campioni e fuori gara, in quest'edizione torna ad interpretare per ogni puntata alcuni personaggi del mondo della musica.
| Puntata | Esibizione                        | Note |
| ------- | --------------------------------- | --- |
| 1       | I Was Made For Lovin' You - Kiss  | Gabriele Cirilli si è esibito interpretando dal vivo Gene Simmons in una versione della canzone dei Kiss in chiave sinfonica, mentre tutti i concorrenti hanno accompagnato l'esibizione cantando in playback e in coro nelle vesti dei personaggi interpretati durante la puntata e imitandone le voci.                                                                          |
| 2       | –                                 | In seguito all'impossibilità di Carlo Conti di condurre anche da remoto, Gabriele Cirilli non si è esibito e ha accompagnato i concorrenti all'ascensore nel filmato precedente a ciascuna esibizione. |
| 3       | La notte vola - Lorella Cuccarini | Oltre ad accompagnare i concorrenti all'ascensore nel filmato precedente a ciascuna esibizione, Gabriele Cirilli si è esibito in una versione della canzone di Lorella Cuccarini in chiave operistica, mentre tutti i concorrenti hanno accompagnato l'esibizione cantando in playback e in coro nelle vesti dei personaggi interpretati durante la puntata e imitandone le voci. |
| 4       | –                                 | Gabriele Cirilli non si è esibito, ma ha accompagnato i concorrenti all'ascensore nel filmato precedente a ciascuna esibizione. |

## Tale e quale pop
Come nelle precedenti edizioni, in ogni puntata vi è uno spazio in cui vengono trasmessi video amatoriali inviati da telespettatori che si cimentano nell'imitazione canora di un personaggio del panorama musicale italiano o internazionale.
La puntata speciale Tali e quali quest'anno non si è svolta a causa della pandemia di COVID-19.

## Ascolti
| Puntata | Messa in onda    | Telespettatori | Share  |
| ------- | ---------------- | -------------- | ------ |
| 1       | 30 ottobre 2020  | 3 816 000      | 17,80% |
| 2       | 6 novembre 2020  | 3 969 000      | 17,63% |
| 3       | 13 novembre 2020 | 4 187 000      | 18,67% |
| 4       | 20 novembre 2020 | 4 491 000      | 19,54% |
| Media   | Media            | 4 116 000      | 18,41% |